# Thời gian ở Hoa Kỳ

Bản đồ múi giờ Hoa Kỳ từ Đông sang Tây

Thời gian ở Hoa Kỳ (tiếng Anh: Time in the United States) theo luật, được chia thành chín múi giờ tiêu chuẩn bao gồm các tiểu bang và lãnh thổ của chúng, với hầu hết Hoa Kỳ quan sát thời gian tiết kiệm ánh sáng ban ngày (DST) trong khoảng các tháng mùa xuân, mùa hè và mùa thu. Ranh giới múi giờ và việc tuân thủ DST được quy định bởi Bộ Giao thông. Các dịch vụ chấm công chính thức và chính xác cao (đồng hồ) được cung cấp bởi hai cơ quan liên bang: viện Tiêu chuẩn và Kỹ thuật quốc gia (NIST) (một cơ quan của Bộ Thương mại); và đối tác quân sự của nó, Đài Quan sát Hải quân Hoa Kỳ (USNO). Đồng hồ chạy bởi các dịch vụ này được giữ đồng bộ với nhau cũng như với các đồng hồ của các tổ chức chấm công quốc tế khác.
Nó là sự kết hợp giữa các quy tắc tiết kiệm múi giờ và ánh sáng ban ngày, cùng với các dịch vụ chấm công, xác định thời gian dân sự hợp pháp cho bất kỳ địa điểm nào của Hoa Kỳ bất cứ lúc nào.

## Chi tiết múi giờ
Các múi giờ sau chỉ có tên đầy đủ của tên chính thức và tất cả các chữ viết tắt tiếng Anh chỉ là thông lệ.

### Lục địa Hoa Kỳ
- Thời gian chuẩn phía Đông (Eastern Standard Time; EST; UTC-5; khu vực R)
- Thời gian chuẩn Trung ương (Central Standard Time; CST; UTC-6; khu vực S)
- Thời gian chuẩn Miền núi (Mountain Standard Time; MST; UTC-7; khu vực T)
- Thời gian chuẩn Thái Bình Dương (Pacific Standard Time; PST; UTC-8; khu vực U-zone)

### Bên ngoài lục địa Hoa Kỳ
- Giờ chuẩn Alaska (AKS; UTC-9; khu vực V) bao gồm hầu hết Alaska.
- Hawaii - vùng Aleut  (Hawaiian Aleutian Standard Time zone; HASTC; UTC-10; khu vực W) bao gồm Hawaii và phía tây của 169°30'W Quần đảo Aleut.

### Lãnh thổ Hoa Kỳ
- Giờ chuẩn Đại Tây Dương (AST; UTC-4; khu vực Q) bao gồm Puerto Rico và Quần đảo Virgin thuộc Mỹ.
- Giờ chuẩn Samoa (SST; UTC-11; khu vực X) bao gồm Samoa thuộc Mỹ.
- Giờ chuẩn Chamorro (ChST; UTC+10; khu vực K) bao gồm đảo Guam và Quần đảo Bắc Mariana.

### Khu vực thời gian bất hợp pháp
Các lãnh thổ Hoa Kỳ sau đây trực thuộc thẩm quyền của chính phủ hoặc quân đội Hoa Kỳ, có cư dân tạm thời nhưng không có chính phủ của người dân, được thực thi bởi các khu vực tài phán, không theo luật liên bang và không có tên múi giờ:
- Đảo Wake (Wake Island) bằng cách sử dụng tính theo giờ UTC+12 là khu vực M.
- Đảo Midway (Midway Island) sử dụng UTC-11, nghĩa là, khi các tiêu chuẩn Samoa (SST).

## Tiết kiệm ánh sáng ban ngày
Tiết kiệm thời gian ban ngày, tên luật pháp Hoa Kỳ "để tiết kiệm thời gian ban ngày" (Daylight Saving Time) trong quá trình thực hiện, khi tên diễn ra trong tiêu chuẩn được đổi tên thành ánh sáng ban ngày, viết tắt trong S đổi thành D, chẳng hạn như bang Utah sử dụng khi tiết kiệm thời gian ban ngày là trong núi mùa hè (Giờ ban ngày miền núi, MDT), nhưng khi nó không được triển khai ở Arizona để tiết kiệm thời gian ban ngày, nó vẫn được gọi là Giờ chuẩn miền núi (MST).
Khi thông báo các chương trình TV hoặc giờ văn phòng dịch vụ điện thoại của công ty quốc gia, nó thường chỉ được gọi là tên múi giờ chứ không phải tên thời gian. Ví dụ, Giờ phía Đông thường chỉ nói "Eastern Time" (ET), vì vậy dù là mùa đông hay mùa hè.
Đồng hồ được vặn trước lên một giờ lúc 2 giờ sáng (trở thành 3 giờ sáng) vào các ngày bắt đầu sau và lùi lại một giờ lúc 2 giờ sáng vào các ngày kết thúc tương ứng:
| Năm  | Bắt đầu     | Kết thúc   |
| ---- | ----------- | ---------- |
| 2021 | 14 tháng ba | 7 tháng 11 |
| 2022 | 13 tháng ba | 6 tháng 11 |
| 2023 | 12 tháng ba | 5 tháng 11 |
| 2024 | 10 tháng ba | 3 tháng 11 |
| 2025 | 9 tháng ba  | 2 tháng 11 |
| 2026 | 8 tháng ba  | 1 tháng 11 |
| 2027 | 14 tháng ba | 7 tháng 11 |
| 2028 | 12 tháng ba | 5 tháng 11 |
| 2029 | 11 tháng ba | 4 tháng 11 |